# Paraneoplastický syndrom
Paraneoplastický syndrom představuje všechny symptomy provázející nádorové onemocnění, které přímo nesouvisí s růstem primárního ložiska nebo se vznikem či růstem metastáz. Konkrétní paraneoplastický syndrom obvykle nesouvisí s jedním nádorem a naopak jeden nádor se může projevit různými paraneoplastickými syndromy. Přesto se některé paraneoplastické syndromy vyskytují častěji u některých konkrétních nádorů a tak se mohou stát vodítkem v diagnostice.

## Rozdělení
Podle příčin a projevů lze rozdělit paraneoplastické syndromy do tří skupin:
1. změny v produkci cytokinů přímo nádorem nebo imunitními buňkami infiltrujícími nádor
  - horečka
  - útlum krvetvorby
  - anorexie[1]
2. zásah nádoru do metabolismu hormonů
  - Cushingův syndrom
  - syndrom inadekvátní sekrece ADH (Schwartz-Barterův syndrom)
  - produkce inzulinu nádorem (nejčastěji přímo nádor z beta buněk pankreatu - inzulinom)
  - žaludeční vředy (produkce gastrinu, hormonu stimulujícího sekreci v žaludku - Zölinger-Ellisonův syndrom)
3. poškození imunitního systému
  - útlum imunitního systému
  - poškození imunokomplexy
  - degenerativní onemocnění mozku
  - svědění kůže